# Ellen Kooi
Ellen Kooi (Leeuwarden, 7 november 1962) is een Nederlandse kunstenaar en fotograaf, die woont en werkt in Haarlem. Ze is het meest bekend om haar scenografische, theatrale beeldtaal waarin landschappen en figuren samensmelten - in de traditie van de stadsschilders uit de Gouden Eeuw. 

## Biografie
Kooi studeerde in 1987 af aan de Academie Minerva te Groningen. Van 1993 tot 1994 was ze artist in residence en voltooide ze een postdoctorale studie aan de Rijksacademie van Beeldende Kunsten in Amsterdam. 
Ze begon haar carrière als toneelfotograaf.

## Werk
In haar oeuvre onderzoekt zij de intieme interacties tussen mensen en de hen omringende wereld. Zij fotografeert verontrustende landschappen, die vaak alleen bevolkt worden door jonge volwassenen; maar ook scènes met een rustgevende sereniteit. Haar werk is onder andere aangekocht door het Frans Hals Museum, het Fries Museum, en het Ministerie van Buitenlandse Zaken. Ook de Collectie Hermès in Luxemburg kocht haar werk, en de Turkse Borusan collectie. Ook in particuliere collecties is haar werk opgenomen. Haar foto's worden vaak afgedrukt op groot formaat en zijn vaak panoramisch.
Volgens eigen zeggen neemt ze een landschap als dat haar raakt tot uitgangspunt, en fotografeert het vervolgens door er iemand in te zetten die op het landschap reageert zoals zij dat zelf doet. Daarbij lijkt het landschap tevens te reageren op de persoon die zich erin bevindt. In haar latere werk laat ze meer het toeval toe, en gebruikt ze kinderen of dieren als model.

## Solo-exposities
2015
- Undertones, in Musée de La Roche-sur-Yon, la Roche-sur-Yon, Frankrijk
- Docks Art Fair Lyon, Galerie Les Filles Du Calvaire

2014
- Undertones, soloshow in Centro de Arte Alcobendas (CAA), Madrid
- AIPAD Photography Show (PPOW Gallery), New York
- As it happens, Galerie Les Filles Du Calvaire, Parijs

2013
- Sables Mouvants, Lambertart, Le Fort de Mons-en-Baroeul, Lille

2012
- Transparante Days, Camara Oscura, Madrid
- Next to Me, Torch Gallery, Amsterdam
- Recent Photography, Catharine Clark Gallery, San Francisco
- Luz Holandesa, Espacio Liquido, Gijón, Spanje

2011
- Out of Sight, PPOW Gallery, New York
- Ellen Kooi: Out of Sight, Le Château d'Eau, Toulouse

2010
- Out of Sight/Hors de Vue, Institut Néerlandais, Parijs
- Ellen Kooi, Photographies, Le centre Image/ Imatge, Orthez, Frankrijk

2009
- "Borrowed Landscapes", onderdeel van Festival Off PhotoEspaña, Gallery Camara Oscura, Madrid
- Fotowerken, de Willem III, Vlissingen,
- Recent werk, Torch Gallery, Amsterdam,

2008
- "Dentro por Fuera, Within from Without", La Casa Encendida, Madrid
- Recent Photography, Espacio Liquido, Gijon, Spanje

2005
- Hold Still, Keep Moving IV, Galerie Beaumontpublic, Luxemburg, Luxemburg